# Cơ trám
Các cơ trám (tiếng Anh: rhomboids, tiếng Pháp: Le muscle rhomboïde) là các cơ hình thoi có nguyên ủy từ mỏm gai đốt sống C7 đến T5 và bám tận tại bờ trong xương vai. Cơ do thần kinh vai sau chi phối. Khi co, cơ thực hiện động tác kéo xương vai vào trong. Có hai cơ trám ở mỗi bên vùng lưng trên:
- Cơ trám lớn
- Cơ trám bé

## Ảnh

Các cơ trám.   Cơ trám bé  Cơ trám lớn
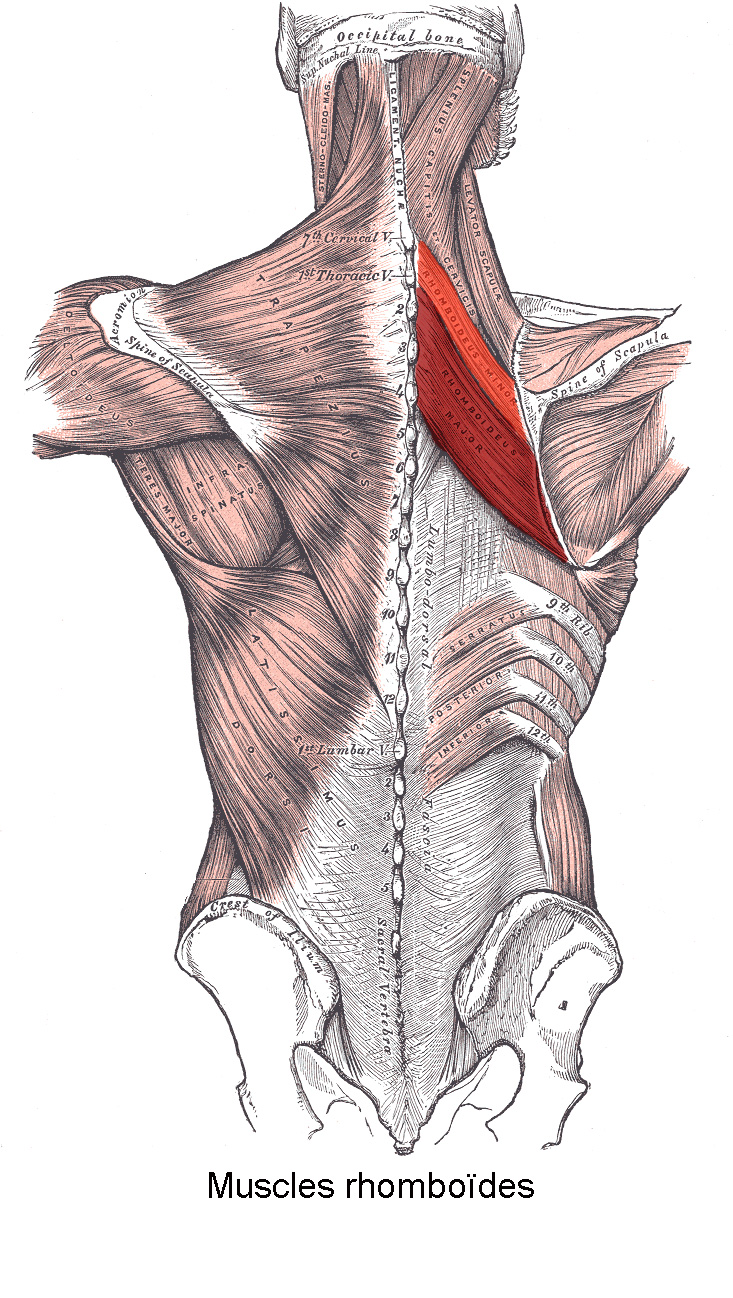
Các cơ trám.
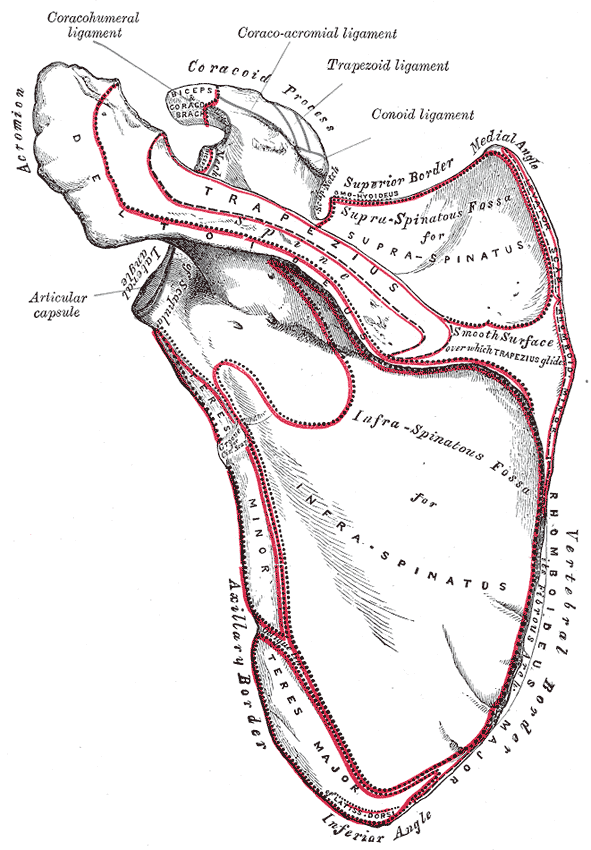
Xương vai bên trái. Mặt sau.
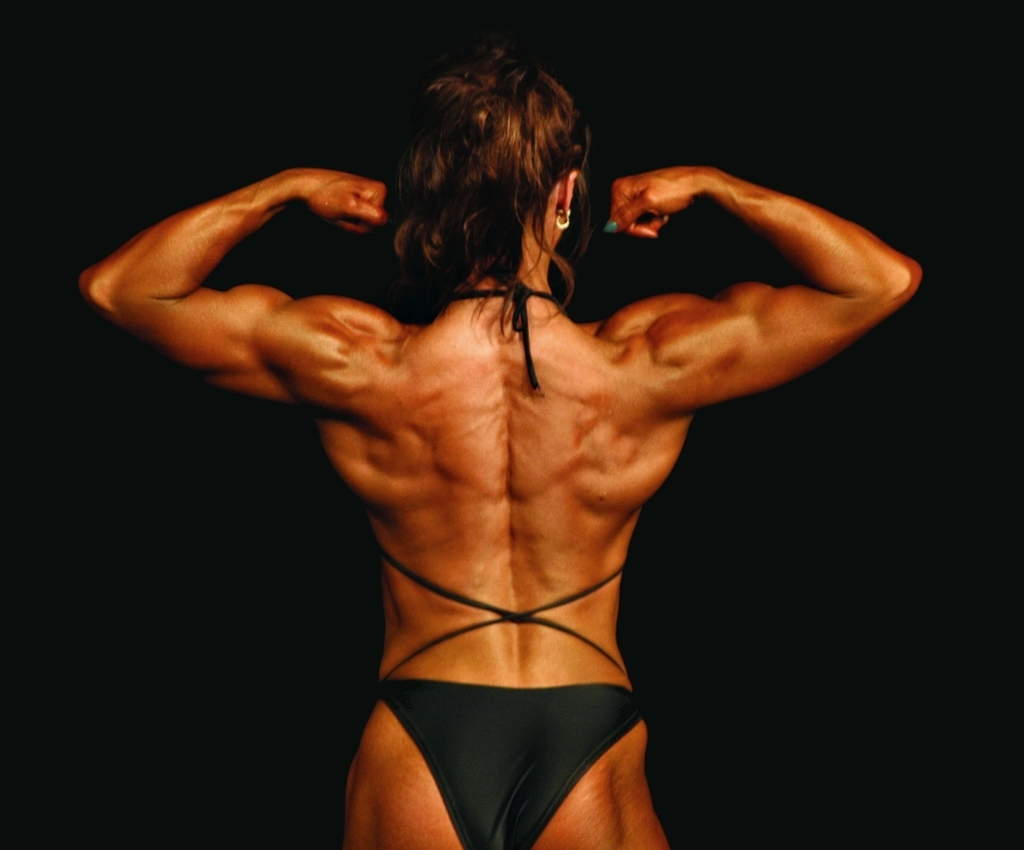
Các cơ cùng lưng khi co.